# Acacia catharinensis
Acacia catharinensis är en ärtväxtart som beskrevs av O.M.Barth och Yonesh. Acacia catharinensis ingår i släktet akacior, och familjen ärtväxter. Inga underarter finns listade i Catalogue of Life.